# Comité de No Intervención
El Comité de No Intervención, también conocido como Comité de Londres fue una organización creada en 1936 a propuesta de Francia y apoyada por Reino Unido con el objetivo de verificar el grado de cumplimiento del Pacto de No Intervención, con el que se buscaba evitar la intervención extranjera en la guerra civil española y la internacionalización del conflicto en un momento de máxima tensión entre democracias y dictaduras en Europa. A pesar de las sucesivas adhesiones de varios países, los compromisos adquiridos no fueron respetados ni por la Alemania nazi ni por la Italia fascista ni por el Portugal salazarista que apoyaron desde el inicio de la contienda al bando sublevado, ni por la Unión Soviética que ayudó a la República Española a partir de octubre de 1936. 

## El origen de la política de "no intervención"

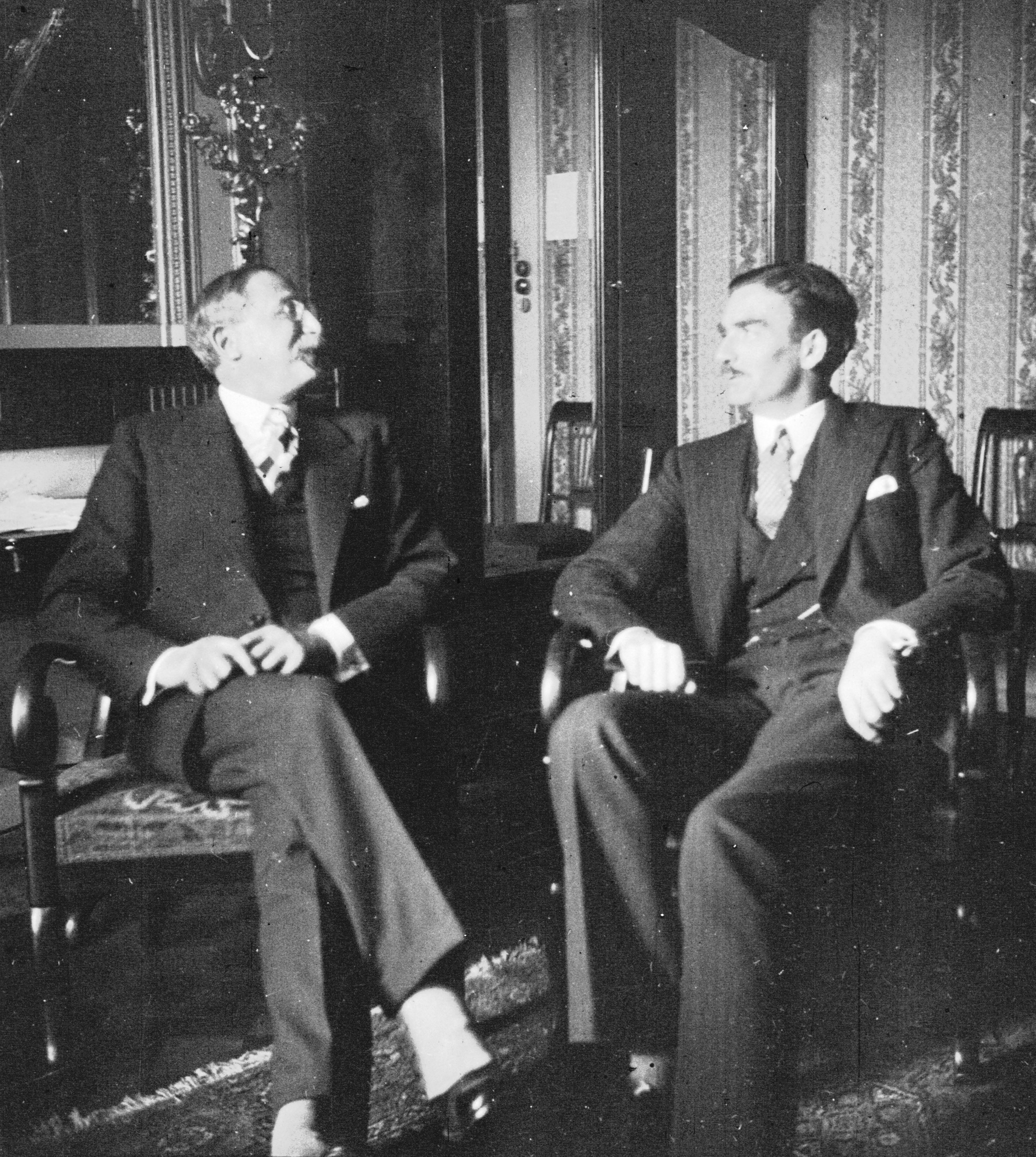
Entrevista entre León Blum y Anthony Eden en Ginebra en 1936.

Francia y Gran Bretaña veían que la "guerra de España" podía complicar aún más el difícil juego estratégico que se desarrollaba a escala europea. "Por ello, la primera orientación de la diplomacia de esas potencias fue la de procurar el aislamiento del conflicto español. A esa táctica obedeció la primera de las grandes medidas internacionales: el acuerdo general sobre la No-Intervención al que se sumaron 27 países de Europa, que nunca se plasmó en un documento escrito, y el establecimiento como consecuencia de ello de un Comité de No Intervención con sede en Londres".
La "no intervención" estuvo determinada por la política británica de "apaciguamiento" (appeasement policy) de la Alemania nazi, a la que se vio arrastrada el gobierno del "Frente Popular" de Francia, que sólo contaba con los británicos ante una posible agresión alemana. Además en Gran Bretaña las simpatías del gobierno conservador se fueron decantando hacia el bando sublevado, ante en el temor de que España cayera "en el caos de alguna forma de bolchevismo" (en palabras del cónsul británico en Barcelona), especialmente a partir de febrero de 1938 cuando Anthony Eden fue sustituido al frente del Foreign Office por Lord Halifax. Lo contrario sucedía con los laboristas y los sindicatos, además de muchos intelectuales, cuyas simpatías estaban con el bando republicano. La animadversión del gobierno conservador británico hacia el Frente Popular había comenzado antes del inicio de la guerra debido en gran medida a los «distorsionados» informes, despachos y telegramas que envió a Londres el nuevo embajador en Madrid Henry Chilton (que en septiembre de 1935 había sustituido a sir George Grahame, quien al no haberse dejado arrastrar por los prejuicios ideológicos había elaborado unos informes mucho más ponderados y que partían de un mayor conocimiento de la realidad española). Estos informes negativos del embajador Chilton, que coincidían en lo sustancial con los del Servicio de Inteligencia Naval (NIS), se sumaron a los artículos alarmistas que publicaba sobre España la prensa conservadora británica.
Francia, por su parte, que al principio intentó tímidamente ayudar a la República, a la que cobró unos 150 millones de dólares en ayuda militar (aviones, pilotos, etc.), tuvo que someterse a las directrices del Reino Unido y suspender la ayuda (además Francia y Gran Bretaña intentaron desalentar la participación de sus ciudadanos en apoyo de la causa republicana aunque muchos franceses e ingleses fueron a España como voluntarios, entre los que destacaron Malraux y Orwell, integrados o no en las Brigadas Internacionales).  
La idea de que los principales países europeos firmaran un "Acuerdo de No Intervención en España" partió del gobierno francés de León Blum, dos días después de descubrir el 30 de julio que los fascistas italianos estaban ayudando a los sublevados cuando dos de los aviones enviados por Mussolini al general Franco aterrizaron por error en la colonia francesa de Argelia. La idea del gobierno francés era que ya que no podían ayudar a la República (porque ello supondría abrir un gran conflicto interno en la sociedad francesa y además enturbiaría las relaciones con su aliado "vital", Gran Bretaña), al menos podrían impedir la ayuda a los sublevados (como primera prueba de su determinación en la defensa de la "no-intervención" el gobierno francés cerró la frontera con España el 13 de agosto). El gobierno británico se sumó enseguida al proyecto, aunque el mismo "ponía en el mismo plano a un Gobierno legal y a un grupo de militares rebeldes". El propio Blum, tras denegar posteriormente a los negociadores de Largo Caballero el paso del armamento adquirido por la República Española a través de territorio francés, llegó a exclamar: «¡Es un crimen el que todos estamos cometiendo con España!».

## El "Pacto de No Intervención"
A finales de agosto de 1936 los 27 estados europeos (todos menos Andorra, Liechtenstein, Mónaco, Suiza, y la Ciudad del Vaticano) que suscribieron el "Acuerdo de No Intervención en España" decidieron "abstenerse rigurosamente de toda injerencia, directa o indirecta, en los asuntos internos de ese país" y prohibían "la exportación... reexportación y el tránsito a España, posesiones españolas o zona española de Marruecos, de toda clase de armas, municiones y material de guerra". Para el cumplimiento del acuerdo se creó en Londres el 9 de septiembre un Comité de No Intervención bajo la presidencia del conservador Ivor Windsor-Clive, 2.º Earl de Plymouth, en el que estaban representados todos las principales potencias europeas, incluidas Alemania, Italia y la Unión Soviética.
Los 27 países europeos que se adhirieron al pacto fueron: Albania, Alemania, Austria, Bélgica, Bulgaria, Checoslovaquia, Dinamarca, Estonia, Finlandia, Francia, Grecia, Hungría, Irlanda, Italia, Letonia, Lituania, Luxemburgo, Noruega, Países Bajos, Polonia, Portugal, el Reino Unido, Rumania, Suecia, Turquía, la Unión Soviética y Yugoslavia. En el caso de Estados Unidos, la influencia del cardenal Mundelain —arzobispo de Chicago preocupado por el avance del nazismo— hizo que la Administración Roosevelt contemplase la posibilidad de eludir el pacto y levantar el embargo a la República española; finalmente, la férrea oposición mostrada a ambos lados del Atlántico por la jerarquía eclesiástica católica, deseosa de una victoria franquista, frustró por completo esa iniciativa.
Pero en la práctica la política de "no intervención" se convirtió en una "farsa", como la calificaron algunos contemporáneos, porque Alemania, Italia y Portugal no suspendieron en absoluto sus envíos de armas y municiones a los sublevados. El 28 de agosto, casi el mismo día en que se alcanzaba el acuerdo de "no intervención", se reunían en Roma los jefes de los servicios secretos militares de Alemania, el almirante Wilhelm Canaris, y de Italia, el general Mario Roatta para "proseguir (a pesar del embargo de armas) los suministros de material bélico y las entregas de municiones, según las peticiones del general Franco".
El gobierno republicano, a través de Julio Álvarez del Vayo, Ministro de Estado, después de haberse quejado en varias ocasiones de los incumplimientos del Pacto de No Intervención por parte de Italia y de Alemania que suministraban material bélico y ayuda militar al bando sublevado, buscó la protección internacional y el 25 de septiembre de 1936 solicitó el amparo de la Sociedad de Naciones, pero el organismo internacional se desentendió e hizo caso omiso de las quejas del Gobierno de la República. Ésta, por su parte, comenzó a recibir material de guerra de la Unión Soviética a partir del mes siguiente.

## La patrulla de control naval

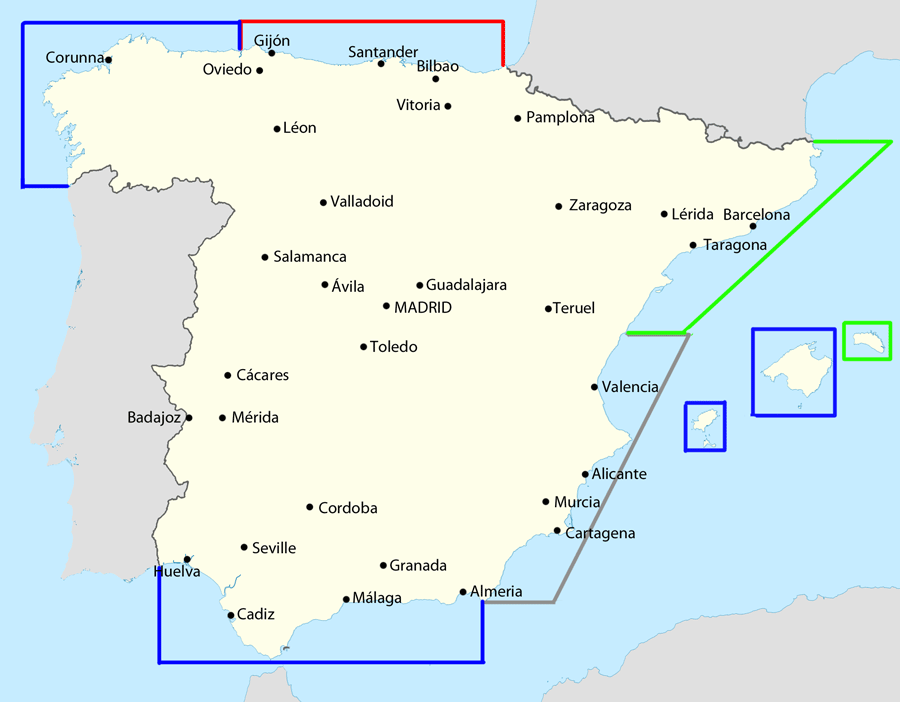
Mapa que muestra las zonas de control de los cuatro países del Comité de No Intervención (rojo: Gran Bretaña; azul: Francia; verde: Italia; gris: Alemania).

Vista la inoperancia del Comité de No Intervención, el gobierno británico propuso a finales de 1936 un plan de control naval para la supervisión de los barcos que se dirigían a puertos españoles en un momento en que alemanes e italianos estaban incrementando considerablemente su ayuda al bando sublevado (con la Legión Cóndor los primeros, y el CTV los segundos). Por eso el plan tardó en aprobarse y no se firmó hasta el 8 de marzo de 1937 por los 27 países europeos signatarios de la "no intervención", aunque no entró en vigor hasta mes y medio después, en la medianoche del 19 al 20 de abril. El plan consistía en que la carga de los barcos mercantes sería inspeccionada por un observador del Comité de No Intervención que subiría a bordo y presenciaría el desembarco en el puerto español. Para controlar que el observador iba efectivamente a bordo del barco las marinas de las cuatro potencias se desplegarían en las costas españolas, adjudicándose a Gran Bretaña la costa vasca y la zona del Estrecho desde Huelva hasta el cabo de Gata en Almería, más las islas Canarias; a Francia la costa cantábrica desde el País Vasco, la costa gallega, el Protectorado Español de Marruecos y Mallorca e Ibiza; y a Alemania y a Italia la costa mediterránea (desde cabo de Gata hasta Oropesa, Alemania, y desde Oropesa hasta la frontera francesa incluyendo Menorca a Italia). Pero las marinas de guerra sólo tendrían derecho a parar en aguas internacionales a los barcos cuyos gobiernos hubieran firmado el acuerdo (por tanto no se incluían los barcos españoles de uno y otro bando o los de Panamá, que era la bandera que utilizaban los mercantes alemanes en cuanto se acercaban a España) y a los que se avisaría en caso de infracción de la norma, sin poder incautarse de los mismos. La marina de la Unión Soviética no intervino en el plan de control naval a causa de no disponer de una base naval desde la cual sus barcos de guerra pudieran operar.
La patrulla naval no era un bloqueo por lo que las posibilidades de que este sistema impidiese el tráfico de voluntarios y de material de guerra hacia los bandos en conflicto en la guerra de España eran muy pequeñas. De hecho no era difícil que un capitán resuelto burlara el control, le bastaba por ejemplo izar la bandera de un país no signatario del acuerdo. Y además el Partido Comunista Francés a instancias del gobierno republicano creó expresamente una línea de transportes marítimos para burlar el control llamada France-Navigation (para lo que cambiaban a menudo de nombre y de bandera o al observador de la Comisión de No Intervención se le "distraía" cuando el barco llegaba al puerto republicano) y, por otro lado, el material soviético fue transportado desde el Mar Negro por barcos españoles y a partir del verano de 1937 siguiendo la ruta Báltico-Le Havre-España para burlar el bloqueo "nacional" en el Mediterráneo. Y en cuanto a los barcos que abastecían al bando sublevado tampoco tuvieron muchas dificultades para sortear la patrulla naval porque los alemanes cambiaban su bandera por la de Panamá a mitad de su viaje y los italianos probablemente por la española.
La puesta en marcha de la patrulla de control naval supuso un aumento de la presencia de buques de guerra británicos, franceses, alemanes e italianos alrededor de las costas españolas y por tanto del riesgo de que fueran atacados por la aviación o la marina de guerra de los dos bandos contendientes al ser confundidos con unidades navales del enemigo. Los casos más graves fueron los ataques al destructor inglés HMS Hunter, al mercante armado italiano Barletta y al crucero alemán Deutschland.
El incidente del Hunter tuvo lugar el 13 de mayo de 1937 a unas cuantas millas al sur de Almería cuando el destructor chocó con una mina fondeada por los "nacionales" y ocho miembros de la dotación murieron y veinticuatro resultaron heridos, siendo socorridos por el acorazado republicano Jaime I y luego trasladados a Gibraltar por barcos británicos (junto con el barco que fue remolcado). El Almirantazgo presentó una enérgica protesta ante el general Franco y pidió una indemnización, pero los "nacionales" negaron su responsabilidad y dijeron que la mina era republicana. Sin embargo, abandonaron inmediatamente la campaña de minado, por lo que el Hunter fue el único buque de guerra averiado por una mina fuera del límite de las tres millas.
Los otros dos incidentes tuvieron consecuencias mucho más graves. En el primero cinco aviones Túpolev SBs soviéticos recién desembarcados con sus tripulaciones bombardearon el 26 de mayo de 1937 la nueva base naval "nacional" de Palma de Mallorca siendo alcanzado de pleno el mercante armado italiano Barletta muriendo seis oficiales. El gobierno italiano elevó una enérgica protesta ante el gobierno de Valencia, y como consecuencia de la misma el gobierno republicano, que temía algún tipo de represalia por parte de la aviación o de la marina de guerra italianas, aceptó la existencia de una zona de seguridad en el puerto de Palma para los buques de guerra extranjeros que no sería bombardeada.
El que sí que tuvo represalias, y muy graves, fue el incidente del Deutschland, un acorazado alemán de las patrullas de control que se hallaba fondeado en la rada de Ibiza y que fue bombardeado a las 7 de la tarde del 29 de mayo por dos «Katiuskas» soviéticos, causando la muerte a 31 miembros de la tripulación e hiriendo a 70. Según la versión de los pilotos soviéticos éstos habían confundido el Deutschland con un crucero "nacional" y por eso lo habían atacado y además insistieron en que el acorazado alemán había disparado sobre ellos, afirmación que fue negada por los alemanes, que dijeron además que el ataque había sido premeditado. Al día siguiente, domingo 30 de mayo, el representante alemán ante el Comité de No Intervención comunicó la retirada de Alemania de las patrullas de control hasta que no obtuviera garantías de que el suceso no volvería a repetirse.

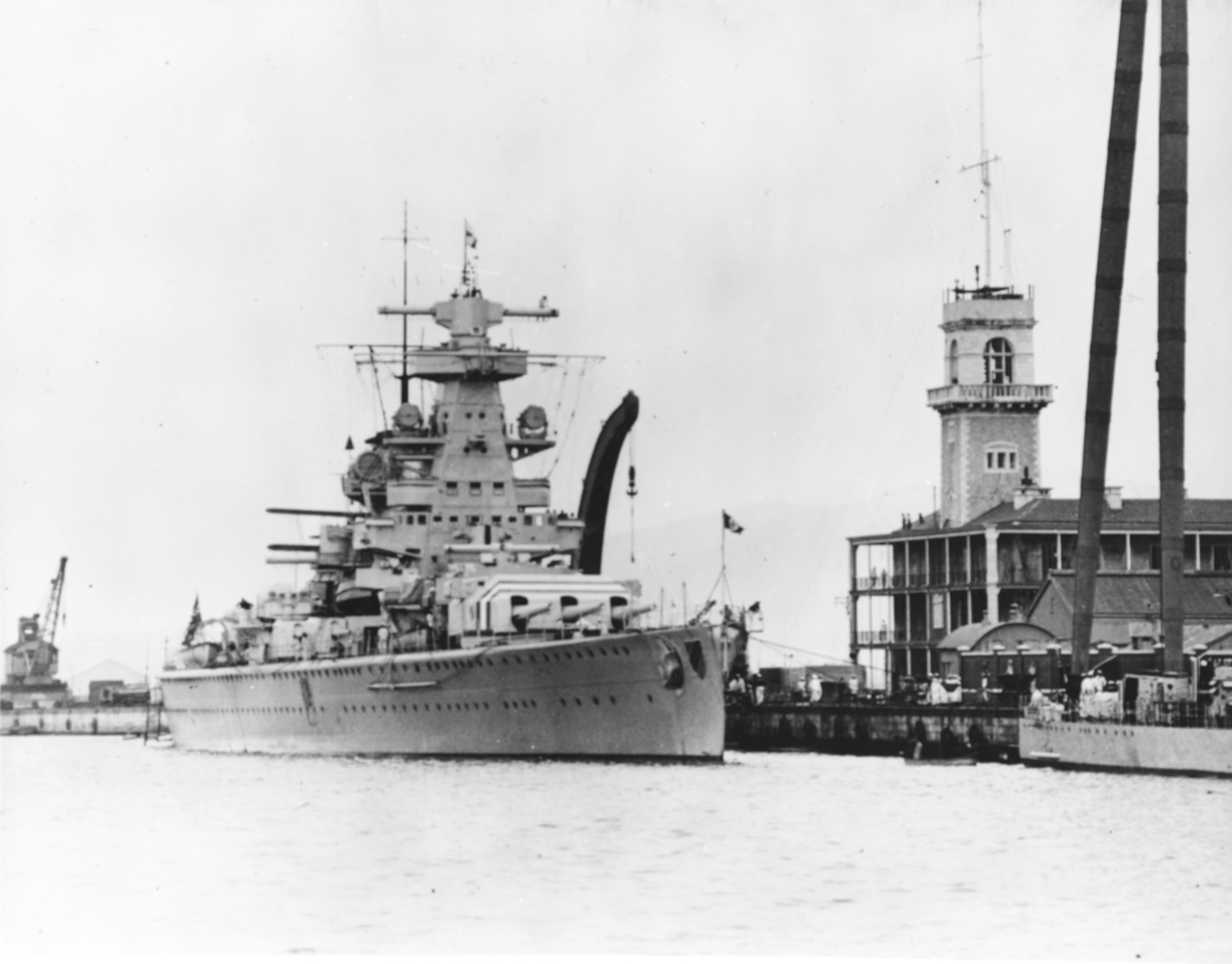
El acorazado de bolsillo alemán Admiral Scheer en Gibraltar en 1936.

En cuanto recibió la noticia del bombardeo del Deutschland Hitler ordenó que como represalia se cañoneara Cartagena o Valencia, pero al informarse de que estos puertos estaban dotados de una poderosa artillería costera, se decidió por Almería, que carecía de ella aunque se creía que allí estaría fondeado el acorazado Jaime I, lo que absolvería a la flota alemana de bombardear una ciudad indefensa. Pero cuando los jefes de la flota integrada por el acorazado de bolsillo Admiral Scheer y cuatro destructores (Albatross, Luchs, Seeadler y Leopard) supieron que el Jaime I estaba en Cartagena en reparaciones no suspendieron el ataque. El resultado del bombardeo de Almería, durante el cual los cinco buques alemanes dispararon a placer 275 proyectiles, entre ellos 94 de 280 mm, fue de 19 muertos y 55 heridos entre la población civil, y enormes destrozos.
La preocupación fundamental de Gran Bretaña y Francia tras el incidente del Deutschland y el bombardeo de Almería no fue condenar la represalia alemana sino hacer volver a la patrulla de control a Alemania y a Italia, que también la había abandonado, lo que consiguieron dos semanas después con una declaración del Comité de No Intervención en la que se reconocía el derecho de la potencia afectada a tomar represalias aunque debería consultar antes con las otras tres para intentar llegar a un acuerdo sobre las medidas a tomar. En Berlín se consideró un gran éxito diplomático, aunque no consiguió el apoyo de Gran Bretaña y de Francia cuando se abrió una nueva crisis internacional el 19 de junio con motivo del supuesto ataque con torpedos al crucero alemán Leipzig a la altura de Orán que no habían dado en el blanco, ya que ni británicos ni franceses creyeron en la veracidad del incidente (en realidad ninguno de los tres submarinos republicanos que quedaban en el Mediterráneo, el C-1, el B-1 y el B-2, estaba en condiciones de actuar en la zona del presunto ataque) y se negaron a participar en ningún tipo de represalias, como proponían los alemanes, lo que motivó la suspensión de las reuniones del Comité de No Intervención. Por su parte el gobierno republicano español llegó a debatir la propuesta del ministro de Defensa Indalecio Prieto de que la flota atacara a los barcos alemanes que habían bombardeado Almería, lo que hubiera supuesto la guerra con Alemania, pero fue rechazada.

## La campaña de los submarinos "fantasmas" y la Conferencia de Nyon
El colapso del sistema de control naval motivó que, a petición personal del general Franco, Mussolini desplegara la flota italiana de submarinos a lo largo de todo el Mediterráneo para que torpedeara a los mercantes españoles y soviéticos que se dirigieran a los puertos españoles transportando material bélico desde el Mar Negro. Entre el 19 de agosto de 1937 y principios de septiembre se produjeron por lo menos veinte ataques de los submarinos "fantasmas" o "piratas", aunque Gran Bretaña sabía que se trataba de submarinos italianos, a pesar de la negativa de Italia, porque había descifrado los mensajes intercambiados entre ellos, pero no lo podía hacer público porque se delataría que conocían la clave utilizada por la marina italiana. La amenaza de intervención de la marina británica, con el apoyo de la francesa, obligó a Italia a poner fin a la operación. Al mismo tiempo en la ciudad suiza de Nyon se celebró una conferencia internacional para tratar el tema a la que Italia y Alemania rehusaron asistir. En la conferencia de Nyon, celebrada entre el 11 y el 14 de septiembre de 1937, se acordó una serie de rutas que debían seguir los mercantes en el Mediterráneo y que serían patrulladas por destructores y aviones británicos y franceses que tendrían su base principal en Argel, entonces posesión francesa. Así todo submarino en inmersión que atacara a un barco neutral sin advertencia o que se encontrara cerca del lugar de ataque, sería hundido, y los buques franceses y británicos también intervendrían ante los ataques a barcos neutrales por parte de aviones y de buques de superficie no españoles. Finalmente la flota italiana también participó en la patrulla de las rutas gracias a un acuerdo posterior con Gran Bretaña aunque Italia nunca reconoció que los submarinos "piratas" o "fantasmas" eran suyos.
Los acuerdos de la conferencia de Nyon fueron uno de los pocos éxitos internacionales de la República porque supusieron un serio revés para el bloqueo que pretendían imponer los "nacionales" sobre el tráfico que se dirigía a los puertos del Mediterráneo (los submarinos ya no podrían navegar sumergidos), por lo que ahora la estrategia se centraría en el apresamiento o torpedeamiento de barcos en las aguas jurisdiccionales y en los bombardeos de la aviación italiana y alemana (que volaban con insignias de la aviación "nacional") desde sus bases en Mallorca.,

## El papel de la política de "no-intervención" en la derrota de la República
Existe cierto consenso entre la mayoría de los historiadores en considerar que la política "no-intervención" perjudicó mucho más a la República que al bando rebelde, ya que la ayuda de la Unión Soviética a la República no pudo compensar la ayuda nazi y fascista a los sublevados y, además, estuvo condicionada a sus propios intereses. En opinión de Julio Aróstegui, es cierto que «no se concedieron los derechos de beligerancia a Franco en el curso de la guerra, pero a cambio de ello se negó el derecho a un gobierno legítimo como era el de la República a adquirir armas para enfrentar una sublevación». «La República perdió la guerra desde el momento en que en la escena internacional no se la dejó actuar como un país soberano y fue considerada por ciertas potencias como un peligro. La posición de Gran Bretaña es paradigmática y la actitud del conservadurismo británico [en el poder cuando estalla el conflicto español], no ya negando ayuda sino impidiéndola, se encuentra estrechamente relacionada con la derrota republicana».
Según Enrique Moradiellos, «sin el asfixiante embargo de armas impuesto por la política europea de No Intervención y la consecuente inhibición de las grandes potencias democráticas occidentales, con su gravoso efecto en la capacidad militar, situación material y fortaleza moral, es altamente improbable que la República hubiera sufrido un desplome interno y una derrota militar tan total, completa y sin paliativos». Así lo reconocía el agregado militar británico en España en un informe confidencial de finales de 1938 enviado a su gobierno:

Fuera cual fuera el propósito imparcial y benévolo del Acuerdo de No Intervención, sus repercusiones en el problema de abastecimiento de armas de las fuerzas republicanas han sido, para decir lo mínimo, funestas y sin duda muy distintas de lo que se pretendía. La ayuda material de Rusia, México y Checoslovaquia (a la República) nunca se ha equiparado en cantidad o calidad con la de Italia y Alemania (al general Franco). Otros países, con independencia de sus simpatías, se vieron refrenados por la actitud de Gran Bretaña. En esa situación, las armas que la República pudo comprar en otras partes han sido pocas, por vías dudosas y generalmente bajo cuerda. El material bélico así adquirido tuvo que ser pagado a precios altísimos y utilizado sin la ayuda de instructores cualificados en su funcionamiento. Tales medios de adquisición han dañado severamente los recursos financieros de los republicanos.

El exministro de Asuntos Exteriores de la Alemania nazi, Joachim von Ribbentrop, escribió en sus memorias: «Habría sido mejor llamar a esto el Comité de Intervención, puesto que toda la actividad de sus miembros consistió en justificar o disimular la participación de sus respectivos países en España». Por su parte, el presidente de la República Manuel Azaña, desde el exilio, consideró como el primer enemigo de la República a Gran Bretaña por su adhesión al embargo de armas prescrito por la política de No Intervención, por delante incluso de la intervención armada italo-germana. Esta misma apreciación la compartía desde el otro lado, el monárquico Pedro Sainz Rodríguez ministro de Educación del primer gobierno de Franco: «muchos españoles, desorientados por la propaganda anti-inglesa del régimen de Franco, creen de buena fe que conseguimos nuestra victoria exclusivamente por la ayuda italiana y alemana; yo tengo la convicción de que, si bien ésta contribuyó, la razón fundamental por la que ganamos la guerra fue la actitud diplomática de Inglaterra, que se opuso a una intervención en España». Así pues, según Enrique Moradiellos, «la inhibición de Francia respecto a la suerte de la República y el compromiso estrictamente neutralista de Gran Bretaña (para citar sólo a las dos grandes potencias democráticas occidentales)» fue «un factor de peso y determinante en el resultado de la guerra española».
Tras constatar las enormes dificultades que tuvo la República para adquirir armamento, siendo a menudo víctima de estafas por parte de comerciantes de armas y de gobiernos —como el de Polonia que les vendió a los republicanos «chatarra» a precios desorbitados—, Gerald Howson afirma que «parece evidente que el argumento según el cual la no intervención tuvo poca o ninguna repercusión en el resultado de la guerra es injustificable. Al contrario, su efecto en las filas republicanas fue devastador materialmente porque tuvo como resultado que consiguieran tan solo una pequeña fracción de lo que necesitaban para una guerra defensiva, por no hablar de la ofensiva, y moralmente porque puso a los republicanos desde el principio en la posición de derrotados potenciales. [...] Todos los gobiernos, con excepción del mexicano, que estuvieron involucrados de un modo u otro en la Guerra Civil española se comportaron de un modo vergonzoso...».